# Atractylocarpus longisetus
Atractylocarpus longisetus là một loài Rêu trong họ Dicranaceae. Loài này được (Hook.) E.B. Bartram mô tả khoa học đầu tiên năm 1946.